# Jutta Chorus
Jutta Laura Chorus (Leiden, 17 januari 1967) is een Nederlands schrijver en onderzoeksjournalist. Zij is tevens docent aan de Fontys Hogeschool Journalistiek.

## Biografie
Chorus is een dochter van Claudius Chorus en Mária Menken. Zij groeide op in Brabant en studeerde aan de academie voor de journalistiek in Tilburg. Tussen 1988 en 1991 was zij bestuurslid van de J.H. Leopoldstichting. In de periode 1992-1995 verschenen artikelen van haar hand in HP/de Tijd, waaronder portretten van uitgever Johan Polak en dichter Ida Gerhardt, en een artikel  over de verborgen minnaressen van schrijver Godfried Bomans. Chorus schrijft al ten minste sinds 1993 voor NRC Handelsblad. In haar eerste periode bij NRC Handelsblad schreef zij vooral over mode en de geschiedenis van de mode. Ook in 2016 is ze nog geïnteresseerd in mode, geïnspireerd door haar moeder. Ze schrijft in 1993 echter ook over andere onderwerpen, zoals over de filosoof Herman Dooyeweerd. Zij heeft enkele jaren gedoceerd aan de opleiding journalistiek van de Fontys Hogeschool in Tilburg.
In 2002 werd Chorus' eerste  boek gepubliceerd, In de ban van Fortuyn, over de opkomst van Pim Fortuyn in de Nederlandse politiek. Zij schreef dit samen met NOS-journalist Menno de Galan. Hierna volgden boeken over de moord op Theo van Gogh (In Godsnaam, in 2005, samen met NRC-journalist Ahmet Olgun), over het leven in een migrantenwijk (Afri, uit 2011), en een portret van de 'zware jaren' van koningin Beatrix: Beatrix. Dwars door alle weerstand heen, dat vlak na haar abdicatie in 2013 verscheen.
Van 2015 tot 2018 schreef Chorus een verslaggeverscolumn voor NRC Handelsblad, in toerbeurt met Tom-Jan Meeus.
In 2017 was zij juryvoorzitter van de Brusseprijs voor het beste journalistieke boek van dat jaar. Jutta Chorus treedt ook op als spreker. Met name geeft zij lezingen over haar verschenen boeken.
In 2020 vertoonde de NTR de documentaire De zware jas van Beatrix, gemaakt door Jutta Chorus en Godfried van Run, op basis van haar Beatrix-boek. In vier delen werden jeugd en koningschap van Beatrix geportretteerd, aan de hand van interviews met vrienden, politici, journalisten en mensen die met haar hadden gewerkt.
Chorus is getrouwd met de journalist en schrijver Bas Blokker

## Werkwijze
Chorus observeerde voor het boek Afri anderhalf jaar lang de Afrikaanderwijk in Rotterdam en volgde daar een Marokkaanse, Turkse en Nederlandse familie. Ook liep ze mee met een wijkagent.
Voor het boek Beatrix uit 2013 deed zij vier jaar lang onderzoek. Onder meer sprak zij met ongeveer 70 vrienden van de toenmalige koningin, waaronder hofdames, premiers, waaronder Ruud Lubbers, Prins Friso, Balkenende en Huub Oosterhuis. Uit het boek blijkt dat ze in staat was hun vertrouwen te winnen. Van ca. twintig gesprekspartners heeft zij de naam niet bekendgemaakt omdat die anoniem wilden blijven. Bij het schrijven van het boek legde ze zichzelf beperkingen op in wat ze aan de openbaarheid prijs gaf.
Bij de voorbereiding van het boek over de moord op Theo van Gogh, In Godsnaam, wist zij met Ahmet Olgun het vertrouwen te wekken van Ayaan Hirsi Ali, die samen met Van Gogh de film Submission had gemaakt, maar ook van vrienden van Mohammed B., de moordenaar van Van Gogh.

## Onderscheidingen
Samen met Menno de Galan kreeg zij in 2003 de Prijs voor de Dagbladjournalistiek.
Haar boek Afri werd in 2009 genomineerd voor het Beste Rotterdamse Boek, en in 2010 voor de M.J. Brusseprijs voor het beste journalistieke boek.

## Bestseller 60
| Boeken met noteringen in de Nederlandse Bestseller 60 | Jaar van verschijnen | Datum van binnenkomst | Hoogste positie | Aantal weken | Opmerkingen |
| ----------------------------------------------------- | -------------------- | --------------------- | --------------- | ------------ | ----------- |
| Beatrix                                               | 2013                 | 01-05-2013            | 3               | 5            |             |
| Alma's dochters                                       | 2023                 | 25-01-2023            | 44              | 2            |             |

- Bibliothèque nationale de France: cb14648937b (data)
- Digitale Bibliotheek voor de Nederlandse Letteren: chor003
- Gemeinsame Normdatei: 139579540
- International Standard Name Identifier: 0000 0000 7142 9542
- Library of Congress Control Number: n2003120104
- Nederlandse Thesaurus van Auteursnamen: 075131471
- Virtual International Authority File: 37175695
- WorldCat: E39PBJm9fj9YDhGTJ4G9gPj3cP